# 大衛·弗莫洛
大衛·弗莫洛（英語：David Fumero，1972年12月29日—）是美國的一位演員。他出生在古巴哈瓦那。他最著名的作品是在ABC電視台的肥皂劇One Life to Live中飾演Cristian Vega角色。

## 外部連結
- David Fumero在互联网电影资料库（IMDb）上的資料（英文）
- Interview with David Fumero about his modeling career on ModelSwim.com
- Interview with David's brother Joel Fumero on ModelSwim.com